# Dean hurrikán (2007)
A Dean hurrikán a 2007-es atlanti-óceáni hurrikánszezon legerősebb vihara, és a legintenzívebb atlanti hurrikán Wilma óta. Illetve Dean lett a harmadik legintenzívebb 5-ös erősségűként partot ért ciklon. Dean Mexikóban ért partot, és a szezon negyedik rendszere és elnevezett vihara, az első hurrikánja, és az első 5-ös kategóriájú hurrikánja. Dean a 2007-es évben világszerte a második legerősebb trópusi ciklon lett.

## Meteorológiai lefolyás

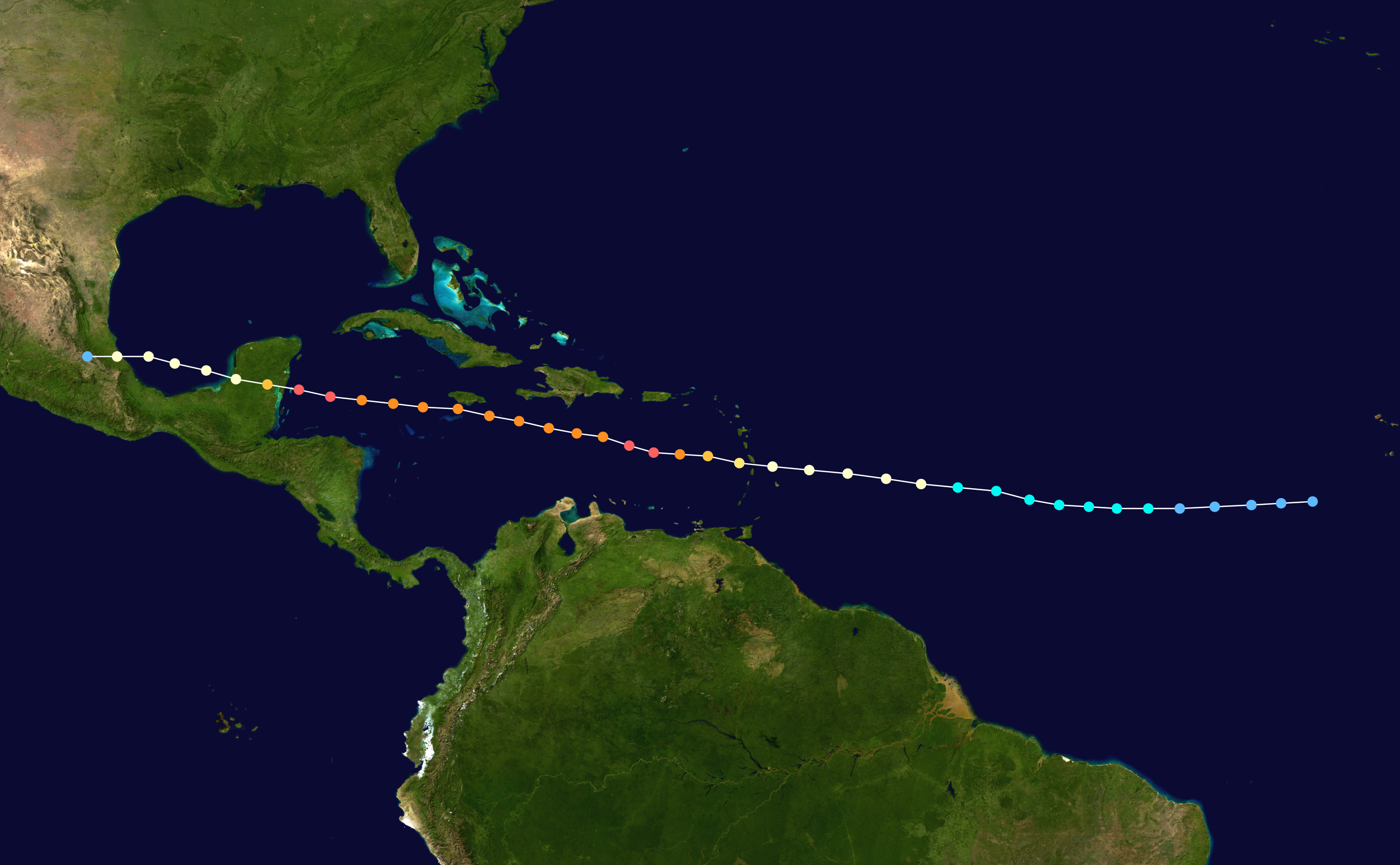
Dean útvonala

Dean egy trópusi hullámból származik, ami Afrika felől jött, és gyorsan szerveződött. Augusztus 13-án, 835 km-re (520 mi) délnyugatra a Zöld-foki Köztársaságtól az NHC felminősítette a 4-es számú trópusi depresszióvá, amely nagyon lassan nyugat felé haladt, augusztus 15-én 15:00 UTC-kor pedig trópusi viharrá vált. A keletkezett vihar a "Dean" nevet kapta. Már aznap megjelentek csapadéksávjai, és elkezdett fejlődni a szeme. Az erősödés folytatódott, Dean 1 nappal később hurrikánná vált, miközben a Karib-szigetek felé haladt tovább. Dean gyorsan 2-es kategóriájúvá fejlődött, és augusztus 17-én így szelte át a Kis-Antillák délnyugati részét, majd belépett a Karib-tengerre. Deannek zártabb volt a szemfala, és folytatta az erősödést, bár a csapadéksávjainak egy része még a Karib-szigetek felett volt, ekkor vált 3-as kategóriájúvá. A meleg víz felett, augusztus 17-én késő este Dean 4-es erősségű hurrikánná fejlett ki, és folytatta útját nyugatra, erőssége és nagysága nőtt. Ekkor jelent meg a dupla szemfala, ami el is kezdett cserélődni, így intenzitása egy ideig nem nőtt. Augusztus 19-én egy kis időre 260 km/h fölé emelkedett az átlagszele, így 5-ös kategóriájú hurrikánná vált a Saffir-Simpson skálán. Nem sokkal később visszagyengült 4-essé, és augusztus 19-én, útját egyre inkább nyugat-északnyugati irányba folytatva érintette Jamaica szigetét, 4-es erősségű ciklonként. Miután a szemfalcserélődés befejeződött, Dean ismét erősödni kezdett, miután elhagyta Jamaicát. A tőle északra elhaladó front meleg levegőt biztosított Deannek, ami segítette erősödését. 8:35 AST-kor, augusztus 20-án Dean visszaerősödött az 5-ös kategóriába, már második alkalommal. Nem sokkal később elérte csúcsintenzitását, 280 km/h-s percenkénti állandó szélsebességével, és nagyjából 335 km/h-nyi maximum lökésekkel, nyomása 905 mbarra zuhant. Ezek után el is érte a szárazföldet Mahahua közelében, Quintana Roo (Yucatàn) tartományban, a Costa Maya régióban, nem messze (40–60 km) a Belizei határtól. Később már csak 1-es kategóriájú hurrikán volt a Yucatán-félsziget délkeleti részénél, gyorsan veszítve erejéből. A Mexikói-öböl fölé kijutva Dean egy kis erőt tudott gyűjteni, és augusztus 22-ére visszaerősödött a 2-es kategóriába, és 11:30 körül ebben a kategóriában is ért partot ismét Mexikóban, Tecolutla városánál (Veracruz), Tuxpantól délre, 175 km/h-val fújó átlagszéllel. Ezután nyugat felé haladva tovább trópusi viharrá gyengült, majd 23-ára depresszióvá, a hegyes vidék legyengítette a vihart. A maradványai és csapadékai még átúsztak a Csendes-óceánra, és augusztus 27-én végleg szétfoszlott.

## Károk és áldozatok

### Karib-szigetek
A Dean 2-es kategóriába tartozó hurrikánként lépett a Karib-térségbe a Saint Lucia-csatornán augusztus 17-én. A legsúlyosabb károk Martiniquen voltak, ahol a teljes károkat 400 millió uróra becsülik, és három közvetett haláleset történt a szigeten, míg a közelben lévő Guadaloupe 400 millió eurós kárt szenvedett. St. Lucia-ban a károkat elsősorban a magas tengerállás okozta, és 18 millió dollárra (2007 USD) becsülték a károkat.
Martinique 120 km/h-s (75 mph) átlagszelet tapasztalt, amelynek lökései 170 km/h-sak (105 mph) voltak. A 332 mm-t (13,07 hüvelyk) elért esőzések áradást okoztak az egész szigeten, a városokban Rivière-Pilote a teljes városa víz alatt volt. Martinique lakosságának nagy része elektromosság, víz, telefon vagy élelmiszer nélkül maradt, és 600 ember maradt hajléktalan. A vihar elpusztította Martinique teljes banántermését és a sziget cukornádültetvényének 70%-át.
Augusztus 16-án este, 12 órával a vihar előtt, mielőtt Dean elérte Saint-Luciát, a sziget egyes területein áramszünetek kezdődtek. Az éjjel heves (1,5 mm) (40 mm) esőzés kezdődött a St. Lucia Hewanorra nemzetközi repülőtéren, valamint heves zivatarok, és reggel hurrikán-erősségű szelek (145 km/h, 90 mph) tomboltak. A szél kitépte a fákat, leszaggatta az elektromos vezetékeket, lerombolta a hidakat, földcsuszamlásokat okozott és több tetőt megrongált. Castries-t, Saint Lucia fővárosát az árvizek elöntötték, amelyek sziklákat és halászhajókat hagytak az utcán. Az egyik ember Sarrotban megfulladt, miután egy duzzadt folyó elsöpörte otthonát. A Dean hurrikán a szigeten található két kórház tetejét sértette meg, és több iskolát rongált meg.
Az Oktatási Minisztérium arról számolt be, hogy 11 iskola összesen 300 000 dollár kárt szenvedett, és hogy az otthonok, illetve épületek országos kára 800 000 dollár. A Kommunikációs, Munkaügyi, Közlekedési és Közmű-minisztérium arról számolt be, hogy az ország legnagyobb infrastruktúrája továbbra is működőképes, és hosszú távú probléma nem történt.
Saint Lucián a termények és gabonák 75-80%-a elveszett.

### Nagy-Antillák

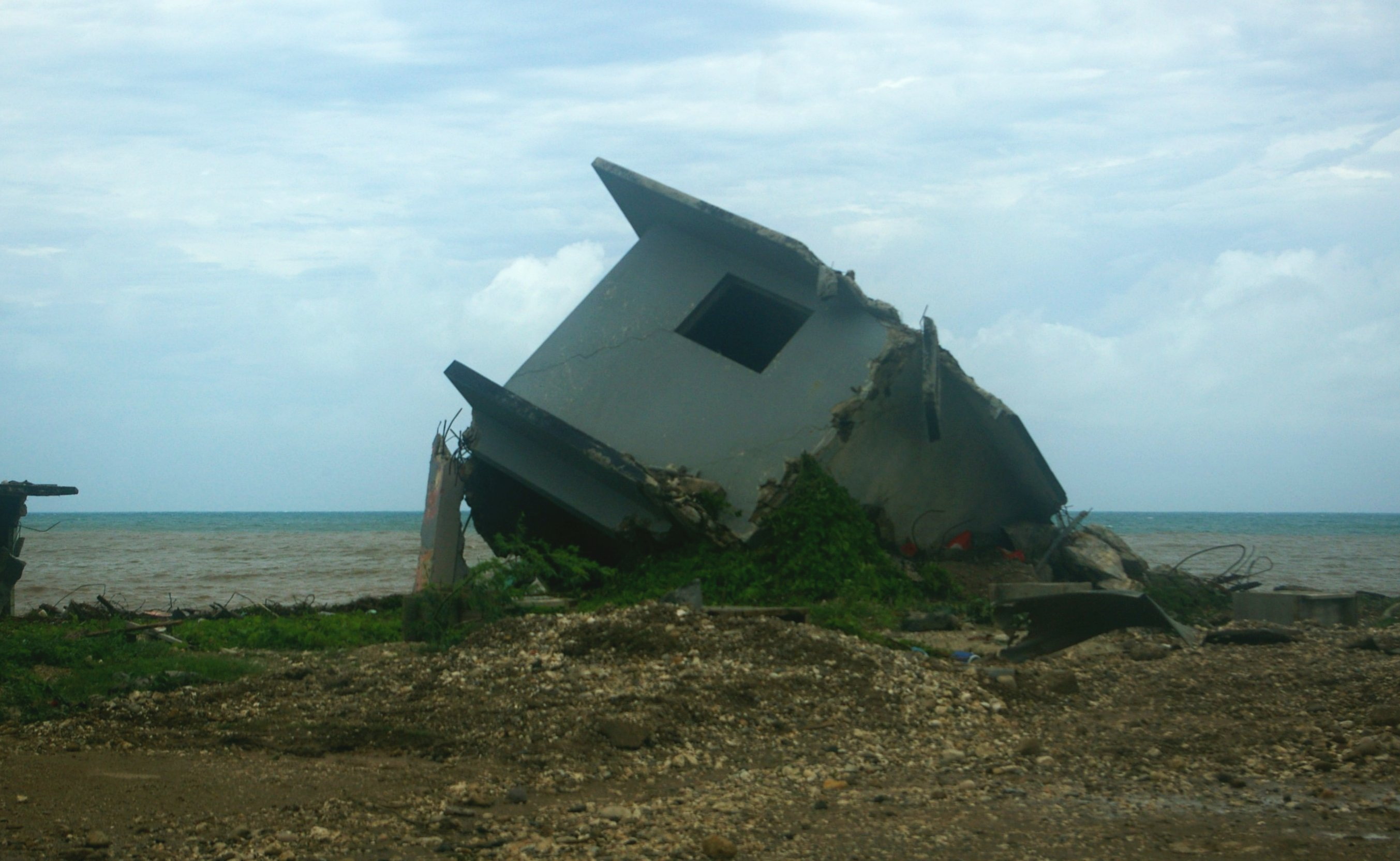
Megrongált ház Jamaicán

A vihar a Nagy-Antilláktol délre ment el, bár a külső esőszalagok sok szigetet érintettek, és hurrikán-erősségű szeleket okoztak Jamaicába. Puerto Ricot, Kuba és a Kajmán-szigeteket nagyrészt megkímélte a vihar, bár Dean 50–60 mérföldre (80–95 km) délre haladt Jamaicától délre, mint a 4-es kategóriájú hurrikán, az árvíz a sziget keleti oldalán és északkeleti végén földcsuszamlásokat okozott. Legalább két közvetlen halálesetet megerősítettek. Több mint 1500 tető leszakadt, elsősorban a hurrikán által okozott szél miatt, és a 3127 sérült házból 1582 lakhatatlan volt. A földcsuszamlások és a ledőlt fák több száz utat blokkoltak, különösen az északkeleti térségben. A Kis-Antillákhoz hasonlóan Jamaica mezőgazdasági ágazati súlyos károkat szenvedtek. A cukornádtermesztés negyven százaléka, a banántermesztés 80–100%-a, a három évnél fiatalabb kávéfák 75%-a, és a kakaótermék felső rétegének 20% -a elveszett. A Dean hurrikán 248 utat érintett, köztük 186-ot, amely teljesen használhatatlanná vált. 10 út Kingstonban vált járhatatlanná, 110 pedig az északkeleti régióban.
Hispaniolában erős szél és csapadék vette kezdetét, Santo Domingóban árvíz keletkezett, és 5154-en kényszerültek menedékházba. Összesen 15-en haltak meg a sziget 2 országában.
Puerto Ricon és a Kajmán-szigeteken is trópusi vihar jellegű átlagszelek tomboltak, és 2000 ember kényszerült elhagyni az otthonát, de senki nem halt meg, és sérülést sem jelentettek.

### Mexikó
Dean Quintana Roo tartományban ért partot, 5-ös erősségű ciklonként. Az állam turisztikai városai, Cancún és Cozumel megmenekültek a vihar legrosszabb részétől, ám pusztítás keletkezett az állam fővárosban, Chetumalban, 65 mérföldre délre a parttól, és jelentős áradásokat keletkeztek. A 200 lakosú Mahahual város teljesen elpusztult a vihar által. A vihar hullámai és a heves szél épületek százaiban súlyosan kárt okozott vagy megsemmisítette őket. A vihar nyomán súlyos pusztítás keletkezett a Costa Maya üdülőrégióban, sok szálloda jelentős kárt szenvedett a viharos szél és lezúduló csapadék, illetve a beömlő tengervíz miatt.
A második partot érés után, Veracruzban a környéken lévő dombok és hegyek folyói túláradtak a csapadék miatt, és több várost öntöttek el. Több, mint 500 mm csapadék zúdult le.
A távolabbi államokban (Michoachán, Nayarit, Sinaloa, Jalisco) is 200 és 400 mm közötti csapadékmennyiség hullott le. 12 ember halt meg a Yucatán-félszigeten.

## Fordítás
Ez a szócikk részben vagy egészben  a   Hurricane Dean című angol Wikipédia-szócikk fordításán alapul.  Az eredeti cikk szerkesztőit annak laptörténete sorolja fel. Ez a jelzés csupán a megfogalmazás eredetét és a szerzői jogokat jelzi, nem szolgál a cikkben szereplő információk forrásmegjelöléseként.